# 아리스가와노미야 다루히토 친왕
아리스가와노미야 다루히토 친왕(일본어: 有栖川宮熾仁親王, 1835년 3월 17일 ~ 1895년 1월 15일)은 일본 제국의 황족, 정치인, 군인이다. 아리스가와노미야 다카히토 친왕의 장남으로 태어났다. 가즈노미야 지카코 내친왕의 약혼남으로 유명하다.